# Stabilo Spellingstrijd
Stabilo Spellingstrijd is een kinderprogramma waarin kinderen woorden spellen die presentatrice Lieke van Lexmond opnoemt. Het programma wordt gesponsord door Stabilo en uitgezonden op de zaterdagavond van RTL 4. Het eerste seizoen begon op 23 juni 2012 en eindigde op 11 augustus 2012 en werd gewonnen door Sytse Sijbesma. Op 8 juni 2013 begon het tweede seizoen en dat eindigde op 27 juli met als winnaar Rashid Mohammad Hosseini.
Wekelijks strijden vier kandidaten uit groep acht van de basisschool om prijzen en een plek in de grote finale. In de eerste ronde krijgt iedere kandidaat een minuut de tijd om zo veel mogelijk woorden correct te spellen. De drie kandidaten met de meeste goede antwoorden, gaan door naar de tweede spelronde. De punten uit ronde één nemen zij mee.
Ronde twee is een schrijfronde waarin de deelnemers woorden moeten schrijven en fouten in zinnen moeten ontdekken. De twee kandidaten met de hoogste score na ronde twee, spelen de finale tegen elkaar. Om de beurt moeten ze een moeilijk woord spellen. De scholier die als eerste drie woorden goed spelt (met evenveel beurten als de tegenstander) wint de aflevering. De vier weekwinnaars met de meeste punten nemen het in de achtste week tegen elkaar op. Ook kan de wekelijkse winnaar nog prijzen winnen in de finale tijdens diezelfde aflevering, deze finale heeft hetzelfde concept als de eerste ronde.